# Alberto Ginés López
Alberto Ginés López (Cáceres, 23 de outubro de 2002) é um escalador espanhol, campeão olímpico. Especialista em primeiro de cordada e boulder, foi o primeiro campeão da prova de combinado masculino nos Jogos Olímpicos.

## Carreira
Ginés começou a escalar com seus pais ainda muito jovem. Em 2013, Ginés, com dez anos de idade, conheceu o escalador profissional David Macià em Rodellar, depois que seu pai lhe apresentou a criança. Macià surpreendeu-se com a habilidade do garoto e tornou-se seu treinador. Em 2016, após o anúncio de que a escalada se tornaria um esporte olímpico nos Jogos Olímpicos de Verão de 2020 em Tóquio, ele se mudou de Cáceres para Barcelona para treinar, com o objetivo de se classificar para o evento internacional.